# Běžný účet
Běžný účet je jeden ze základních typů bankovních účtů.

## Specifikace
Běžný účet má tato specifika:
- Jde o účet evidující finanční transakce mezi bankou, u které je veden, a jejím klientem na základě smlouvy klienta s bankou. Je až na výjimky otevřen kreditním operacím. Debetní operace jsou povoleny jen na základě požadavků klienta, smlouvy s bankou, soudního rozhodnutí.
- Klientem je fyzická osoba nebo právnická osoba. Banky nabízejí pro účty podnikajících subjektů a jiných právnických osob většinou specifické podmínky. Tyto běžné účty pak nabízejí jako podnikatelské nebo obchodní účty.
- Jde o účet, který si klient zřídil především pro vkládání svých finančních prostředků a jejich užití.
- Běžný účet má větší možnosti manipulace s vloženými finančními prostředky než spořicí účet, sloužící primárně ke spoření; ale oproti němu má běžný účet též nižší úročení.
- Běžný účet může být zřízen v cizí měně (jako tzv. devizový účet), ale převážně je zřizován v měně, již užívá stát, ve kterém se účet zřizuje, jako zákonnou měnu.

## Účel
Běžný účet slouží zejména k (hotovostnímu i bezhotovostnímu) platebnímu styku. Klient disponuje se svými vloženými finančními prostředky. Tyto finanční transakce může klient aktivně provádět prostřednictvím vkladů, výběrů a převodních příkazů. Taktéž banka pravidelně poukazuje na účet nasmlouvané úroky a inkasuje (bankovní poplatky nebo různá penále). Na běžný účet lze ve většinou při splnění kritérií banky navázat všechny platební instrumenty, které banka nabízí. V platebním styku to jsou především trvalé příkazy, svolení k inkasu, vydání šeků k účtu, pořízení platební karty, internetového či telefonního bankovnictví.

## Zřízení běžného účtu
Potřebné doklady:
- pro nepodnikající: osobní průkaz totožnosti, rodný list, další doklad totožnosti, plná moc;
- pro podnikající osoby: listina opravňující k podnikání, osobní průkaz totožnosti;
- pro právnické osoby: listina prokazující právní subjektivitu právnické osoby a způsob zastupování právnické osoby, doklady prokazující, že zřizovatel/é účtu jsou oprávněni účet zřídit, a prokazující jejich totožnost.

Běžný účet se zřizuje smlouvou o zřízení a vedení běžného účtu – písemnou smlouvou banky s klientem. Zřizovatel při zřízení účtu musí hodnověrně prokázat svoji totožnost, a pokud účet zřizuje ve zmocnění, musí prokázat a předložit i toto zmocnění. Běžný účet nemůže být anonymní. Zřizovatel účtu musí v souladem s obecnými předpisy vyplnit podpisový vzor, kterým bude stvrzovat své finanční úkony na pobočce banky nebo v případech, kdy je jeho podpis potřeba.